# Ретіарій

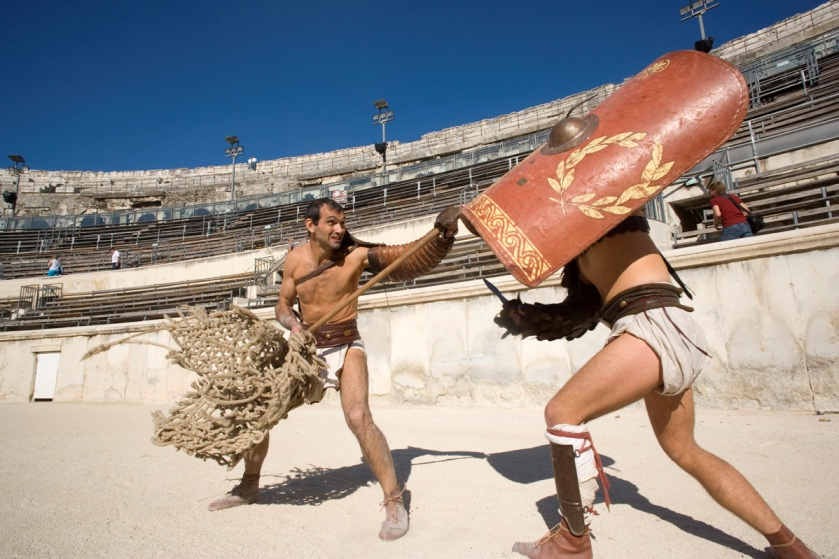
Ретіарій (ліворуч) у двобою з секутором. Історична реконструкція у Німі (Франція)

Ретіа́рій (лат. retiarius) — тип легкоозброєного гладіатора у Стародавньому Римі. Назва цього типу гладіатора походить від слова rete, retia — «сітка», і буквально значить «сіткар», «озброєний сіткою». Цей тип часто також називали iaculator, jaculator («метальник») чи aequoreus (приналежний морю). Відомий з часів імператора Калігули (37-41 роки нашої ери).

## Загальна характеристика
Кваліфікований тип гладіатора, що бився майже без обладунків, не мав навіть шолома. Належав до найпоширенішого типу гладіаторів. Ретіаріїв готувала школа Людус Матутінус (Ludus Matutinus, буквально — «Ранкова школа»). Зазвичай ретаріями робили дітлахів і юнаків з бунтівними рисами характеру.

## Спорядження

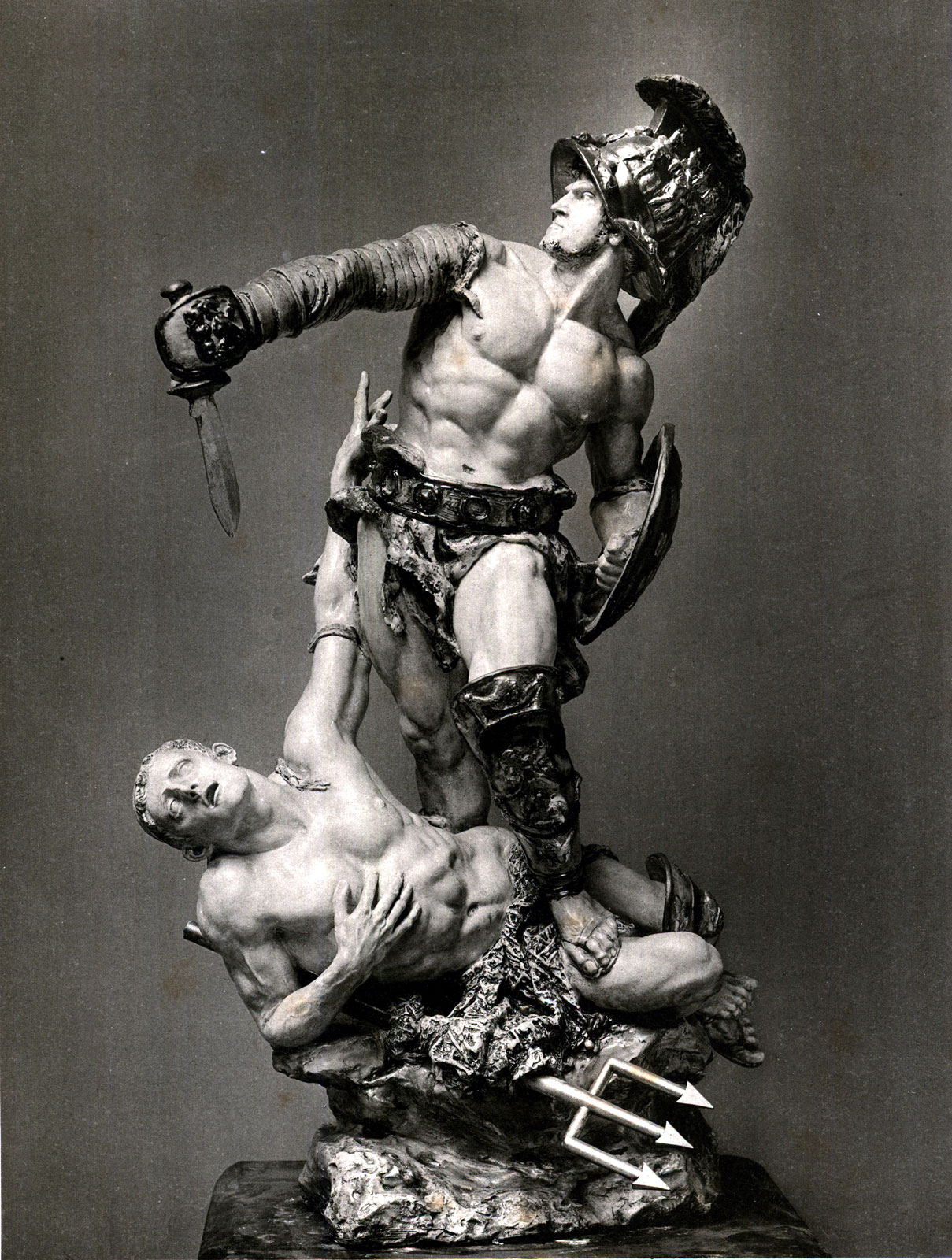
Повалений ретіарій з тризубцем і секутор. Скульптура Віктора Тільгнера, XIX ст.

Озброєнням ретіарія слугував тризубець (tridens), який також звали «вилами» (furcina), сітка (rete, retia) і кинджал-пугіо (pugio). Зі захисних обладунків ретіарій мав лише захисний рукав-маніку (manica) на лівій руці та наплічник-гале́р (galerus) — металеву, злегка вигнуту, майже квадратну пластину, що кріпилася на лівому плечі. Ноги могли бути захищені матерчастими обмотками (fasciae). Сітка ретіарія мала круглу форму діаметром близько 3 м та була споряджена свинцевими тягарцями по краях, і можливо, кріпилася мотузкою до зап'ястка. Невідомо, наскільки вона була ефективною. Її ретіарій тримав у захищеній лівій руці, щоб запобігти можливості завдання рани противником під час кидка. У разі удачі ретіарій прагнув опутати та повалити суперника, а потім завдати рішучий удар. Якщо ж противнику вдавалося заволодіти сіткою, ретіарій перерізав мотузку кинджалом і звільнювався. Використання сітки потребувало довгих тренувань — учнів роками примушували тренувати руку, незважаючи на постійну втому, хвороби і виснажливі тренування, що приводило до так званого стресового пошкодження кісток (у них страждала ключиця). Як зброя захоплення діяла мало і через особливий шолом звичного супротивника ретіарія — секутора. Той мав обтічний шолом, що перешкоджало чіплянню. Ретіарій не мав щита, тому тризубець був як наступальною зброєю, так і захисним пристроєм — ним парирували удари. Подібно більшості гладіаторів, ретіарій виходив на арену оголеним до пояса, з одягу він мав лише настегнову пов'язку-сублігакулум (subligaculum), яка прикривала низ живота. Поверх пов'язки кріпився пояс (cingulum або balteus). Оскільки сітка ретіарія була метальним знаряддям (jaculum), цей тип іноді звали також «якулатор» (iaculator, jaculator), тобто «кидальник».

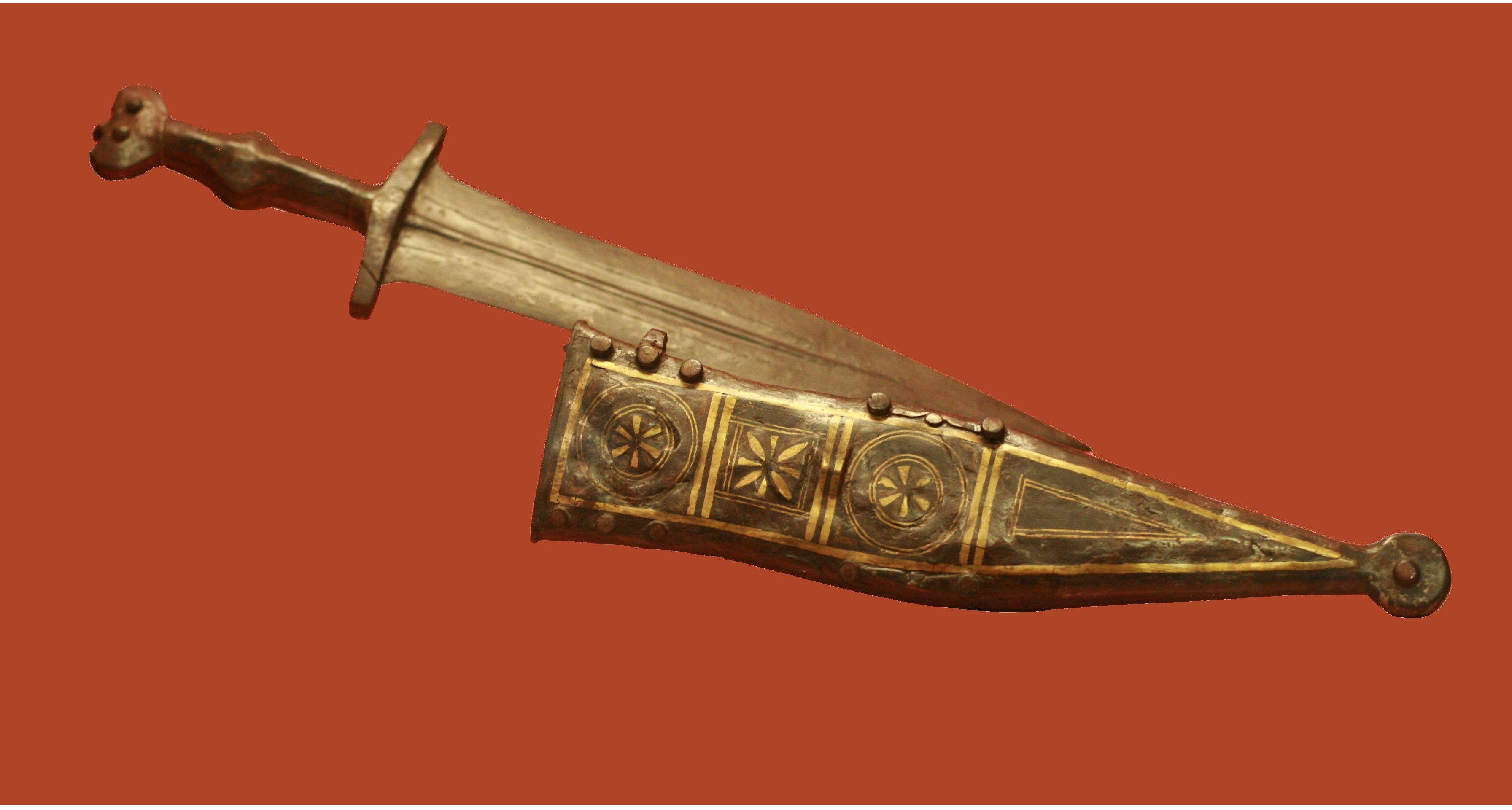
Кинджал-пугіо ІІ ст. н. е. Музей Карнунта (Австрія)

На арені ретіарій бився майже завжди з секутором, іноді — з мірмілоном. Ця пара (без сумніву, найвідоміша за наших часів) уособлювала собою поєдинок рибалки та риби. Іноді ретіарій виходив битися проти двох секуторів одночасно. Тоді він розташовувався на помості, де лежало каміння, яким він жбурляв у супротивників, а секутори атакували його з двох боків.
Ретіарії були найменш престижними з типів гладіаторів (імовірно, через відсутність класичного для римлян озброєння) і користувалися зневагою серед римської публіки.

## Кількість загиблих
Історики Кейт Гопкінс та Мері Бірд за попередніми підрахунками вважають, що при наявності чотирьохсот (400) арен по всій Римській імперії, за рік відбувалося 8000 смертей від усіх причин, включаючи і нещасні випадки. Середній вік загиблих гладіаторів — вісімнадцять-двадцять п'ять років. На цвинтарі гладіаторів у місті Йорк знайдено кістяк ретіарія, який дожив до 30 років. Він або вирізнявся надзвичайною майстерністю, або повагою покровителів і був вимушений тренуватися до власної смерті.[джерело?]

## Галерея

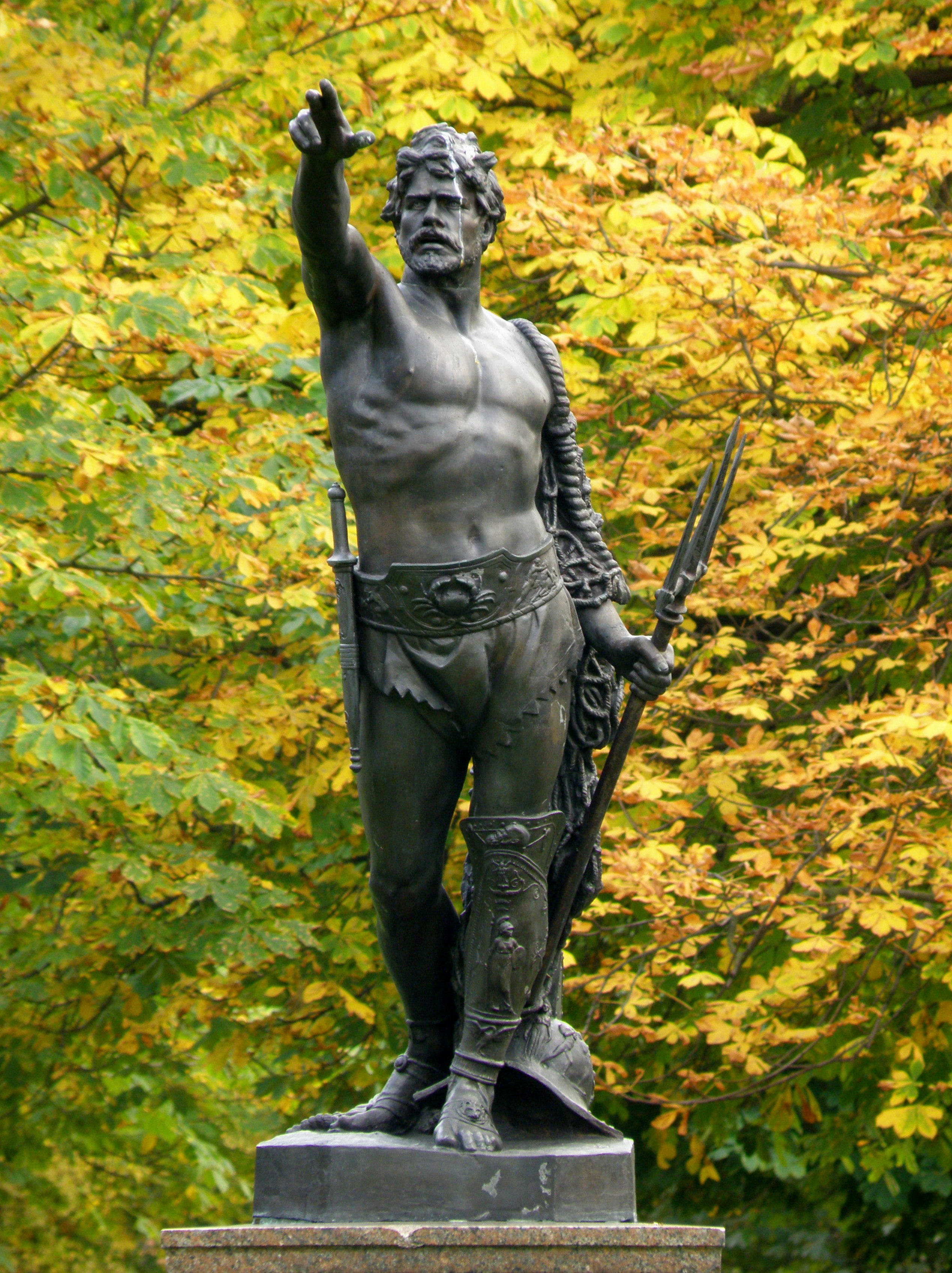
Статуя гладіатора-ретіарія в Уяздовському парку Варшави. Копія з оригіналу Пія Вельоньського
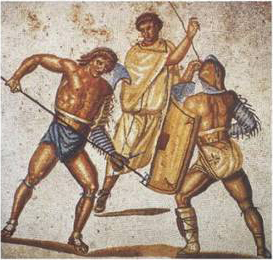
Ретіарій у двобою з секутором. Мозаїка на римській вілі у селі Ненніг (Німеччина). ІІ-ІІІ ст. н. е.
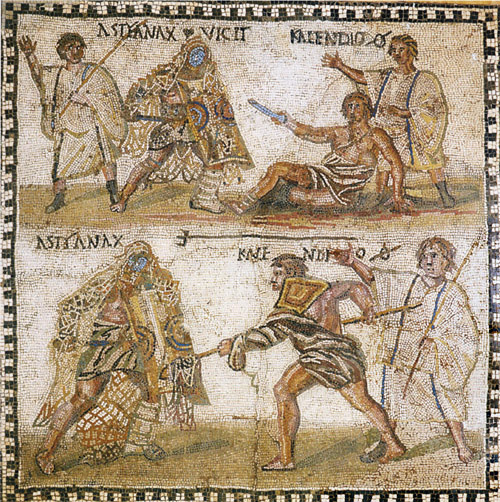
Двобій ретіарія Календіо і секутора Астіонакса. Національний Археологічний Музей, Мадрид
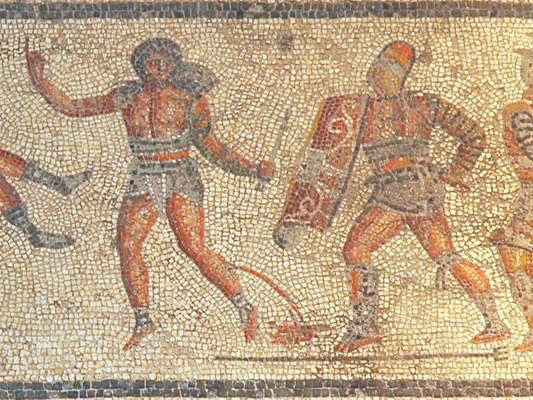
Поранений ретіарій на мозаїці зі Злітена (Лівія)
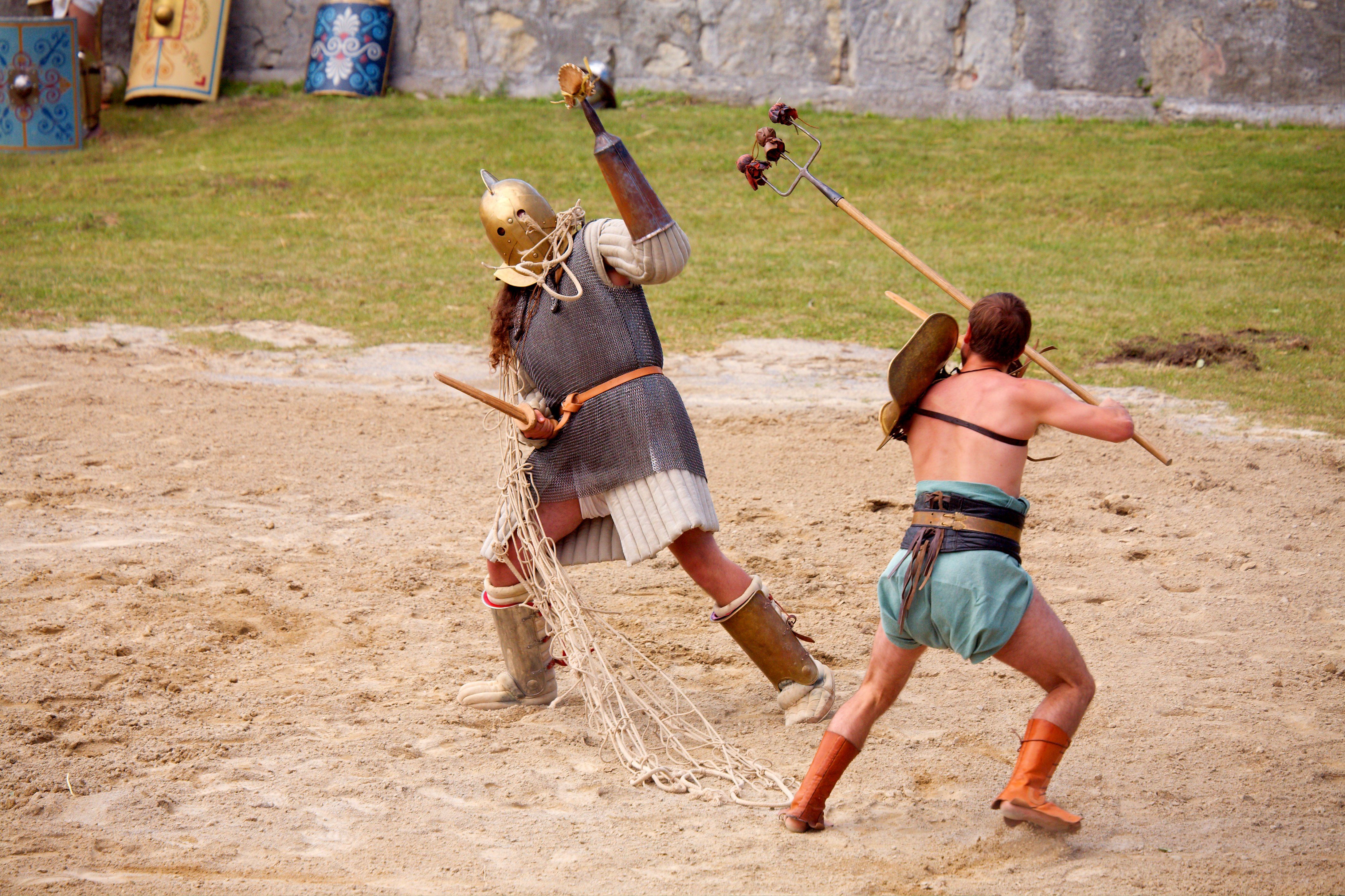
Ретіарій і скісор. Сучасна реконструкція у Карнунті (Австрія)
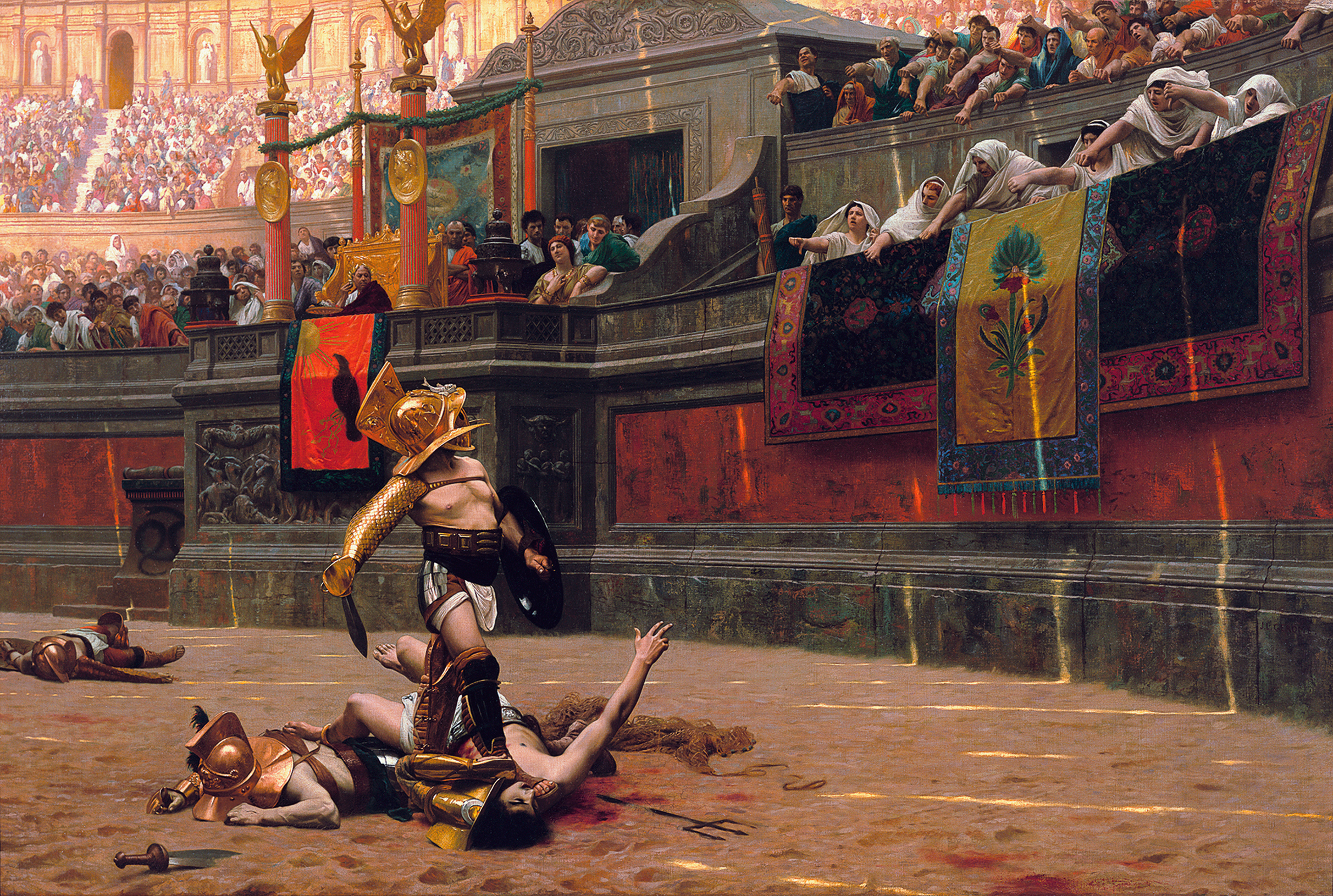
Переможений ретіарій на картині Ж.-Л. Жерома «Pollice Verso»
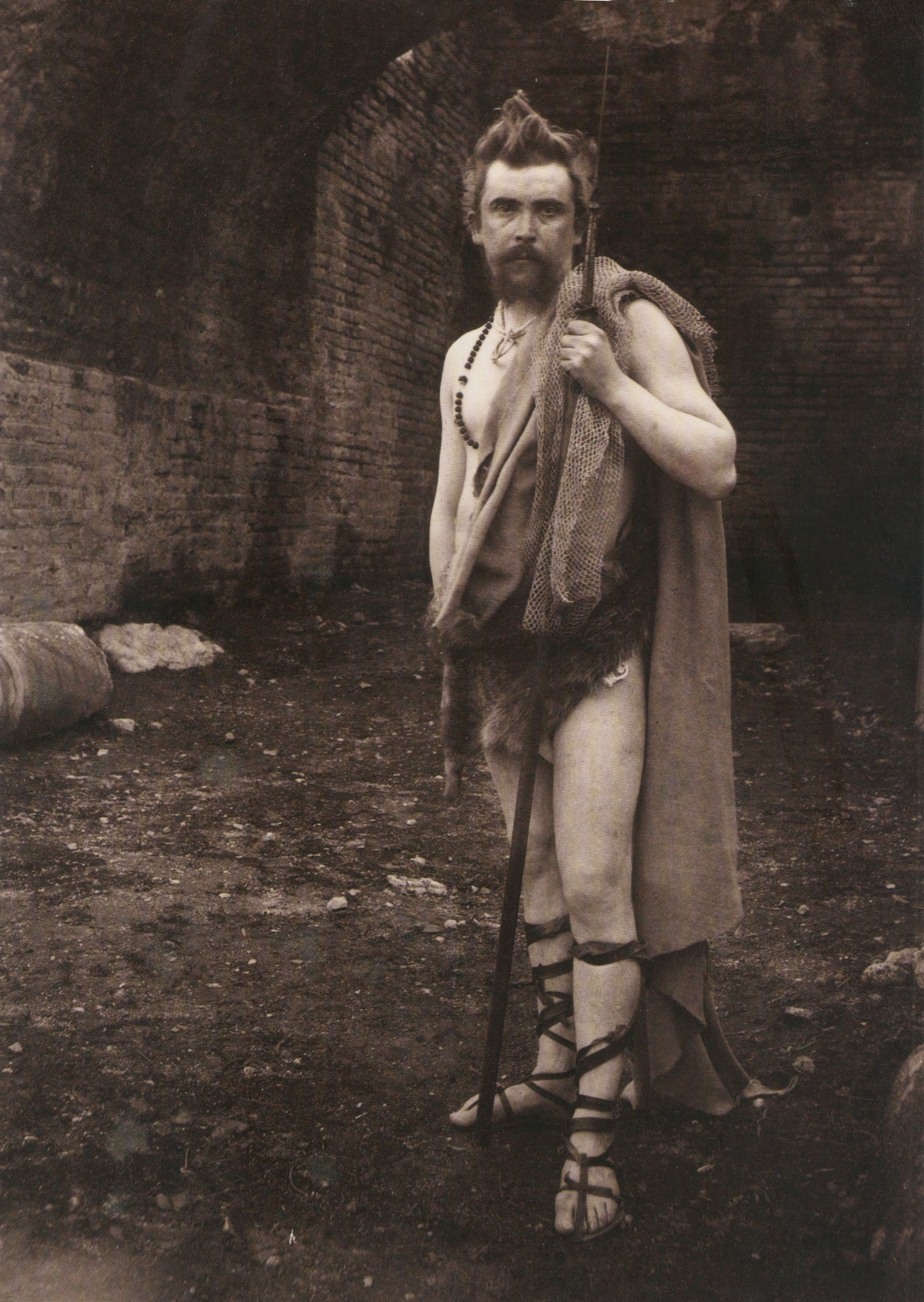
Автопортрет німецького фотографа В. Гледена у костюмі ретіарія